# Eumar Novacki
Eumar Roberto Novacki – Após consolidar uma longa carreira no serviço público, Eumar Novacki decide, em agosto de 2019, dedicar-se à advocacia com foco no Agronegócio, e consultoria nas áreas de Governança Corporativa, que abrange gestão de crise, compliance, mitigação de riscos empresariais e ambientais, legislativa, ente outros.
Bacharel em Direito (2002), com Pós-Graduação em Gestão Estratégica, Aperfeiçoamento em Direto Público e Mestre em Administração Pública (2018), Novacki deixa a carreira pública após 26 de dedicação. Busca que seu conhecimento na área jurídica e sua longa experiência prática do setor público, sejam utilizados no propósito de proporcionar justiça, levando valores e princípios ao setor privado, atuando com transparência, honestidade,  responsabilidade social e corporativa. Sua experiência na gestão pública desde 2003 é robusta. Foi secretário de Estado em MT na Gestão do Governador Blairo Maggi (2003-2010), assessor técnico no Senado (2011-2013), Secretário-Executivo  e Ministro de Estado interino do Ministério da Agricultura, Pecuária e Abastecimento - MAPA (2016-2018), além de presidente ou membro de conselhos de administração ou fiscal de empresas públicas federais e estaduais (2003 - atualmente ), além de Secretário de Estado no Distrito Federal ( 2019 ).
Durante a gestão no MAPA, Novacki coordenou importantes projetos  para o setor agropecuário brasileiro: o “Plano Agro+” que, em 2 anos solucionou centenas de entraves que eram impasses para o desenvolvimento do setor; “Agro Integridade”  - primeiro programa de compliance na área finalística da administração pública brasileira.Ao lado do Ministro Blairo Maggi, ajudou a contornar a crise gerada pela “Operação Carne Fraca”, uma das maiores crises da história do setor pecuário brasileiro.
Nascido em Cascavel no Paraná, em 30 de setembro de 1976, Eumar foi com os pais morar em Cuiabá (MT), quando tinha 5 anos de idade. Lá, estudou no tradicional e centenário Colégio Salesiano São Gonçalo até ingressar na Polícia Militar de Mato Grosso em 1993: formou-se em 1 lugar no Curso de Formação de Oficiais (CFO)/Universidade Federal de Mato Grosso (UFMT), e chegou ao cargo de Coronel em 2010, posição mais alta na carreira policial militar.
Em Mato Grosso, constituiu família e consolidou sua carreira militar e no Executivo estadual. Em 2011, mudou-se com a família (esposa e seus três filhos ) e passou a atuar profissionalmente em Brasília, onde vive atualmente. Ele também é faixa Preta 2º Dan de Taekwondo e Piloto de Helicóptero.

## Histórico Profissional

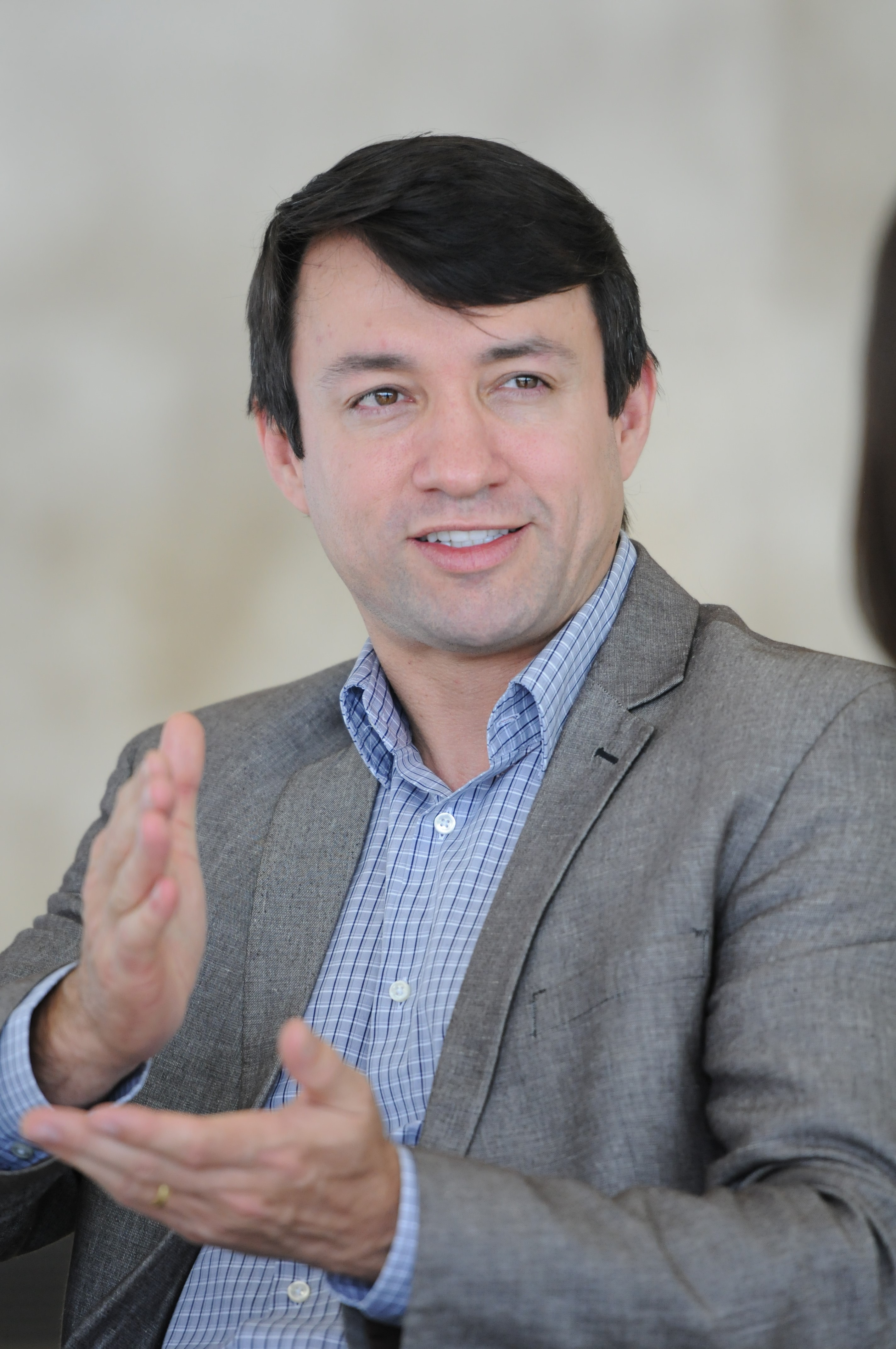
Eumar Novacki

Novacki foi parte da equipe do Governador Blairo Maggi (2003 – 2010) desde o período de transição. Quando Maggi assumiu pela primeira vez o mandato de Governador, Novacki foi Ajudante de Ordem e, posteriormente, Chefe de Gabinete do Governador. Logo em seguida, tornou-se Secretário Chefe da Casa Civil do Estado do Mato Grosso, sendo responsável pela coordenação política e técnica do governo. Com a confiança do Governador, assumiu cumulativamente a função de Secretário de Estado de Comunicação, com a missão de reestruturar a pasta e resolver pendências administrativas. Foi o primeiro militar a exercer a função de Secretário Chefe da Casa Civil o que lhe rendeu, inclusive, a capa do periódico RDM com o título: “Um Militar na Casa Civil”.
Após a vitória de Blairo Maggi para o Senado Federal, Novacki assumiu o cargo de Assessor Institucional da polícia Militar junto ao Congresso Nacional. Foi indicado para o Conselho Nacional de Segurança Pública (4 anos) e depois para a Comissão Especial de Juristas da Desburocratização do Senado Federal.
Foi Secretário-Executivo do Ministério da Agricultura, Pecuária e Abastecimento no período de 2016 a 2018, assumindo como Ministro Interino por várias vezes, quando o titular se afastava em missão.
No Ministério da Agricultura coordenou Grupo de Trabalho criado para alterar normativas que desburocratizavam os procedimentos internos, com objetivo de dar eficiência à pasta. Foi o coordenador do “Plano Agro+” que, em 2 anos deu solução para mais de 1.000 problemas e entraves que atrapalhavam o desenvolvimento do setor agropecuário brasileiro.
Exerceu a Presidência dos Conselhos de Administração da Companhia Nacional de Abastecimento (Conab) e da Empresa Brasileira de Pesquisa Agropecuária (Embrapa).
Ainda no Ministério da Agricultura, ajudou a gerenciar uma das maiores crises que o Brasil enfrentou: “Carne Fraca”, tendo papel relevante no momento da deflagração da Operação, em março de 2017.
Liderou várias missões internacionais para prospecção de negócios e investimentos para países como: Portugal, Espanha, Emirados Árabes Unidos, Egito, China, Turquia, Canadá, Holanda, Cingapura, Argentina, Japão, Estados Unidos, entre outros.   
Em razão de seu histórico profissional e experiência na função, em dezembro de 2018 foi convidado pelo Governador Ibaneis Rocha (PMDB) para exercer a função de Secretário de Estado-Chefe da Casa Civil do Distrito Federal, assumindo o cargo em 1º de janeiro de 2019. Novacki esteve no comando da pasta até maio de 2019. Eumar deixou o cargo por perceber que tinha o dever de buscar outros caminhos, pois, como ele mesmo afirmou, "sua visão de mundo e valores estavam em desalinho com a daquele a quem devia lealdade". Na época em que tomou a decisão ele afirmou que escolheu a carreira militar como opção de vida e, por isso, suas bases são a hierarquia e a disciplina, enquanto que a lealdade é uma das virtudes mais importantes. Em 2020 foi convidado pelo governador do DF, ibaneis Rocha, para assumir o conselho fiscal do BRB, e tomou posse como presidente em abril de 2020.   

## Carreira na Polícia Militar

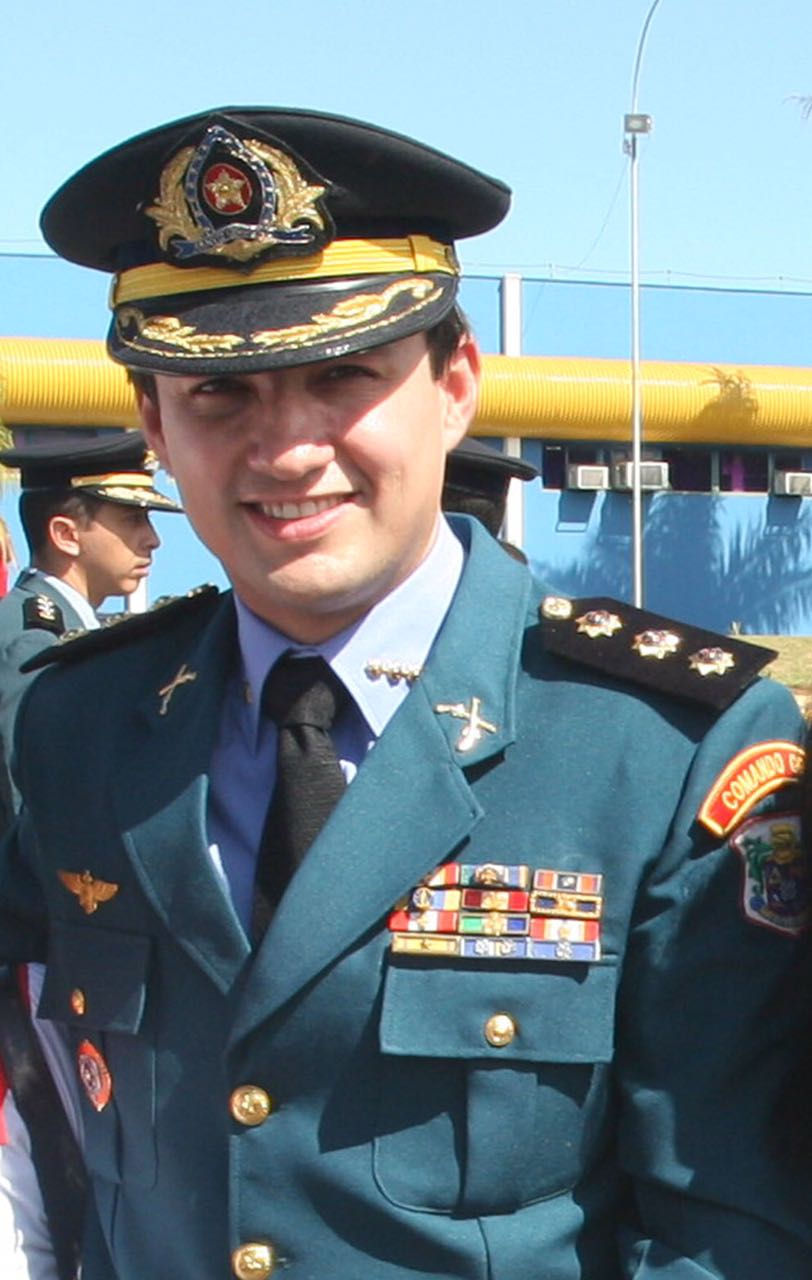
Coronel Eumar Novacki

Bacharel em Segurança Pública, formou-se pelo CFO da Universidade Federal de Mato Grosso. Ao ingressar no curso da Polícia Militar, como mais jovem da sua turma, foi um dos criadores e o primeiro presidente do diretório acadêmico Tiradentes, mandato que exerceu por 3 anos. Concluiu o CFO - curso de formação de oficiais - da Polícia Militar do Estado de Mato Grosso em primeiro lugar, sendo condecorado com a medalha de mérito intelectual Ramos de Queiroz. 
Foi o primeiro policial de Mato Grosso a conquistar o título de campeão nacional de tiro modalidade saque rápido, nos jogos acadêmicos das polícias e bombeiros do Brasil. 
Na polícia militar exerceu funções operacionais e de chefia, na polícia militar rodoviária, polícia ambiental, 4º batalhão da cidade de Várzea Grande, entre outros batalhões operacionais da cidade de Cuiabá. 
Faixa preta 2º dan de Taekwondo pela CBTKD. Foi instrutor de defesa pessoal da academia de polícia. Também ministrou instrução de Tiro, Liderança, Ordem Unida e Gestão Pública por Resultado. 
No ano 1999/2000 foi colocado à disposição da Marinha do Brasil, junto com outros 3 oficiais de MT, para cursar o CAAVO - Curso de Aperfeiçoamento e Aviação para Oficiais - sendo declarado piloto de helicóptero em primeiro lugar da 1ª turma. Participou como piloto em missões com helicópteros do Ibama. 
Eumar Novacki estudou gestão pública na Inglaterra, onde permaneceu por quase 4 meses. Membro da associação internacional de Chefes de Polícia, viajou várias vezes aos EUA para discutir segurança pública e defender uma gestão moderna e uma nova maneira dos profissionais da segurança pública interagirem com a sociedade. Em seus posicionamentos públicos costuma ressaltar a formação holística do policial militar no Brasil, preparado para exercer as mais diversas funções em qualquer posição ou cenário.
Em dezembro de 2013 foi para os Estados unidos para aperfeiçoamento profissional, retornando em fevereiro de 2015, considerando “ano sabático” na carreira. Em em agosto de 2019, encerrou sua carreira de quase 26 anos na PMMT e passou a ser da reserva remunerada.